# Latin Airplay
Latin Airplay es una lista publicada semanalmente por la revista Billboard en los Estados Unidos. Fue establecido el 20 de octubre de 2012.
Esta tabla enumera las 50 canciones más reproducidas en las estaciones de radio en español de todo el país según lo monitoreado por Nielsen Broadcast Data Systems (BDS) ponderado según las calificaciones de Nielsen de cada estación. Se basa en la metodología anterior de la lista Hot Latin Songs anterior al 20 de octubre de 2012, que se renovó posteriormente para clasificar las canciones en español con mejor desempeño según la transmisión, las descargas digitales y la reproducción al aire de todas las estaciones de radio en los EE. UU.  Aunque Latin Airplay se lanzó el 20 de octubre de 2012, incluye retroactivamente canciones que se clasificaron en Hot Latin Songs desde la edición del 12 de noviembre de 1994, que fue cuando Billboard comenzó a incorporar Nielsen BDS a la metodología de listas de Hot Latin Songs.  A diferencia de la lista Hot Latin Songs, Latin Airplay no requiere que una canción se cante predominantemente en español, por lo que cualquier canción es elegible para clasificarse en ella. 
La primera canción número uno en el lanzamiento de la lista fue «Algo Me Gusta de Ti»" de Wisin & Yandel con Chris Brown y T-Pain, mientras que la base de datos en línea enumera «No Me Queda Más» de Selena como su primer número uno. La canción actual número uno en la lista es «Copa Vacía de Shakira Y Manuel Turizo.

## Gráficos de componentes
Latin Airplay tiene cuatro subgráficos que no solo contribuyen al cálculo general del gráfico, sino que reflejan los diversos géneros musicales en español que escucha la audiencia hispana. Anteriormente eran subgráficos de la lista Hot Latin Songs antes de que Billboard cambiara su metodología en 2012. Estos son:
- Latin Pop Airplay: Clasifica las canciones pop latinas en español con mejor desempeño, a saber, baladas pop y pistas de tiempo medio/alto, en las estaciones de radio en español. Antes del 15 de agosto de 2020, la lista enumeraba las canciones más reproducidas en las estaciones de radio de pop latino.
- Tropical Airplay: Clasifica las canciones tropicales en español con mejor desempeño, específicamente, los estilos musicales que se originan en el Caribe hispanohablante, en las estaciones de radio en español. Antes del 21 de enero de 2017, la lista enumeraba las canciones más reproducidas en las estaciones de radio tropicales.
- Regional Mexican Airplay: clasifica las canciones más reproducidas en las estaciones de radio de Regional Mexicano en los EE. UU. Es la única tabla secundaria de la tabla Latin Airplay que continúa basándose en el giro, en lugar de la impresión de la audiencia de todas las estaciones de radio en español como las otras listas enumeradas.
- Latin Rhythm Airplay : Clasifica las canciones de ritmo latino en español con mejor desempeño, como reggaeton y hip hop latino / trap latino en las estaciones de radio en español. Antes del 8 de enero de 2011, la lista enumeraba las canciones más reproducidas en las estaciones de radio de ritmo latino.

## Logros importantes en el gráfico

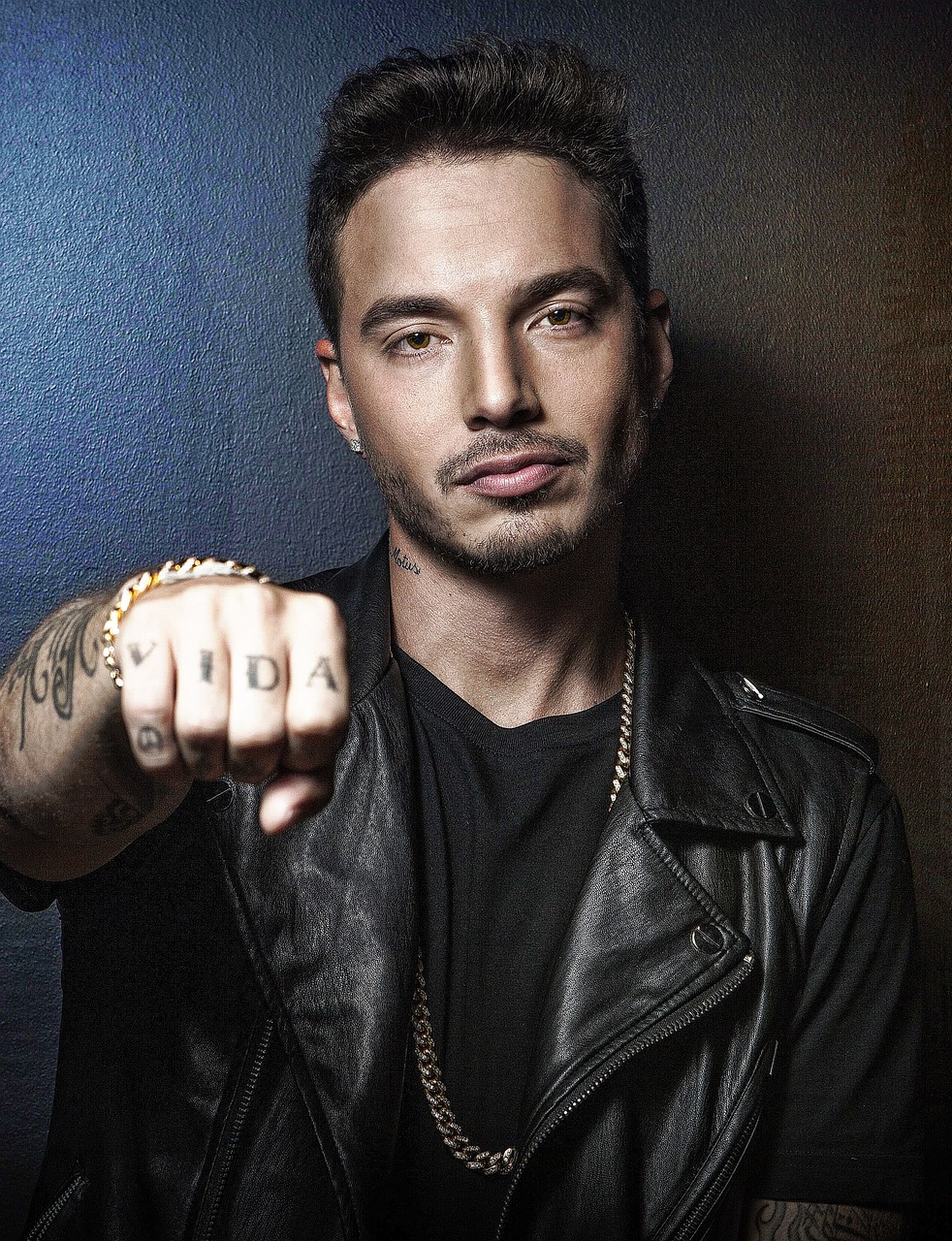
J Balvin tiene el récord de más canciones número uno desde 2021 con 35.

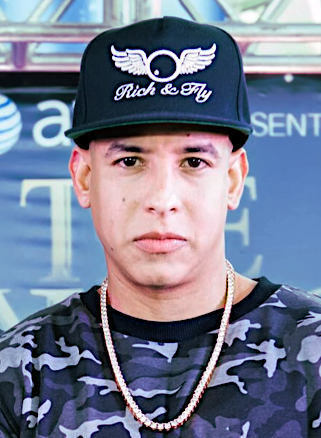
Daddy Yankee tiene el récord de las 10 mejores canciones desde 2021.

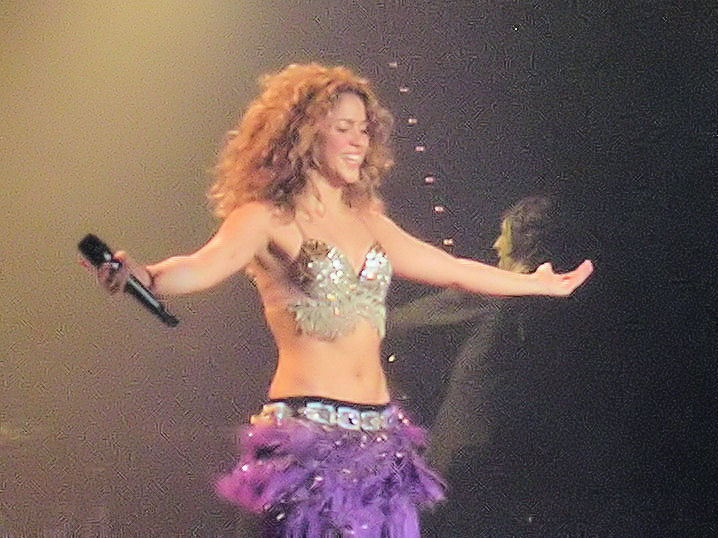
«La Tortura» de Shakira (en la foto) es la canción número uno de mayor duración con 25 semanas.

### Artistas con más éxitos número uno
| Total | Artista         | Ref.  |
| ----- | --------------- | ----- |
| 35    | J Balvin        |       |
| 32    | Enrique glesias |       |
| 32    | Ozuna           |       |
| 28    | Daddy Yankee    |       |
| 23    | Shakira         |       |
| 22    | Wisin           |       |
| 22    | Romeo Santos    |       |
| 21    | Maluma          |       |
| 20    | Bad Bunny       |       |
| 18    | Ricky Martin    |       |
| 16    | Nicky Jam       |       |
| 16    | Carlos Vives    |       |
| 16    | Wisin y Yandel  |       |
| 15    | Prince Royce    |       |
| 15    | Yandel          |       |
| 15    | Karol G         | [ 1 ] |

### Artistas con más éxitos entre los diez primeros
| Total | Artista             | Fuente |
| ----- | ------------------- | ------ |
| 47    | Daddy Yankee        |        |
| 41    | Enrique Iglesias    |        |
| 40    | J Balvin            |        |
| 40    | Shakira             |        |
| 37    | Ozuna               |        |
| 29    | Marc Anthony        |        |
| 28    | Ricky Martin        |        |
| 28    | Wisin y Yandel      |        |
| 27    | Marco Antonio Solís |        |
| 27    | Wisin               |        |
| 25    | Cristian Castro     |        |
| 24    | Bad Bunny           |        |
| 24    | Romeo Santos        |        |
| 22    | Nicky Jam           |        |
| 21    | Prince Royce        |        |
| 21    | Juanes              |        |
| 20    | Yandel              |        |
| 20    | Carlos Vives        |        |

### Artistas con más participaciones
| Total | Artista             | Fuente |
| ----- | ------------------- | ------ |
| 84    | Daddy Yankee        |        |
| 65    | Ozuna               |        |
| 59    | J Balvin            |        |
| 57    | Marc Anthony        |        |
| 50    | Marco Antonio Solís |        |
| 49    | Enrique Iglesias    |        |
| 48    | Ricky Martin        |        |
| 48    | Shakira             |        |
| 45    | Don Omar            |        |
| 46    | Wisin y Yandel      |        |
| 43    | Maluma              |        |
| 42    | Romeo Santos        |        |
| 42    | Wisin               |        |
| 40    | Bad Bunny           |        |

### Canciones con más semanas en el número uno
| Año  | Soltero                        | Intérprete(s)                                       | Semanas en el #1 | Ref.  |
| ---- | ------------------------------ | --------------------------------------------------- | ---------------- | ----- |
| 2005 | «La Tortura»                   | Alejandro Sanz con Shakira                          | 25               |       |
| 2024 | «Si antes te hubiera conocido» | Karol G                                             | 25               |       |
| 2007 | Me Enamora                     | Juanes                                              | 20               |       |
| 2014 | «Bailando»                     | Enrique Iglesias con Gente de Zona y Descemer Bueno | 20               |       |
| 2020 | «ADMV»                         | Maluma                                              | 11               | [ 2 ] |